# Rue du Lunain
La rue du Lunain est une voie du 14e arrondissement de Paris, en France.

## Situation et accès
La rue du Lunain est une voie publique située dans le 14e arrondissement de Paris. Elle débute au 69, rue d'Alésia et se termine au 24, rue Sarrette.

## Origine du nom
Son nom vient du Lunain, un affluent du Loing, qui alimentait le réservoir de Montsouris situé dans le voisinage de cette voie.

## Historique
La voie est ouverte en 1891 et prend sa dénomination actuelle par arrêté du 28 décembre 1894. 

## Bâtiments remarquables et lieux de mémoire
- No 5 : sur la façade de cet immeuble, construit par l'architecte Edme Thollard en 1893, une plaque rappelle que c'est ici que fut fondée l'école poétique de Lunain (Louis de Gonzague-Frick). Ce bâtiment possède de jolis balcons sculptés représentant des têtes de lions.
- No 9 : immeuble de 1895 (architecte Gustave Poirier)[1].
- No 16 : immeuble construit vers 1897 (architecte Gustave Poirier)[2].
- No 19 : bel immeuble de 1911, par S. Legrand Fils, sculpteurs Bedard et Suau.